# Фердинанд фон Вюртемберг
Фердинанд Ойген Албрехт Мария Йозеф Иван Рилски Филип Аугуст Клеменс Карл Роберт Лудвиг Борис Кирил Франц де Паула е германски херцог и лесовъд, внук е на цар Фердинанд.

## Биография
Роден е на 3 април 1925 г. в Карлсруе. Син е на княгиня Надежда и херцог Албрехт-Ойген фон Вюртемберг. Отраства в замъците Линдах и Карлсруе, учи в началното училище в Сен Гален, гимназия в Етал, Мюнхен и Швебиш Гмюнд. По политически причини му е отказано правото да служи във Вермахта и е обявен за „негоден за военна служба“ през 1943 г.
След Втората световна война учи за инженер лесовъд в Университета Фрайбург в Брайсгау, където завършва през 1951 г. От ранна възраст започва да се занимава с ботаника и дендрология. Целия си живот посвещава на опазване на горите и лесовъдството.
Умира на 3 ноември 2020 г.